# Verbascum corbierei
Verbascum corbierei är en flenörtsväxtart som beskrevs av Toussaint och Hoschede. Verbascum corbierei ingår i släktet kungsljus, och familjen flenörtsväxter. Inga underarter finns listade i Catalogue of Life.